# Rock, Synth 'N' Roll
Rock, Synth 'N' Roll er den anden EP fra det danske elektro-rock-band Dúné. Den blev udgivet 24. juni 2004 af bandet selv.
Da EPen blev indspillet havde bandet endnu ikke fundet et pladeselskab til at udgive et regulært album. Året før havde bandet udgivet demo EP'en Let's Jump. Det var første gang at Dúné udgav numre med syv mand i bandet, efter at guitarist Danny Jungslund sammen med Ole Bjórn på synthesizer var blevet medlem nummer seks og syv. Dette skete i december 2003, hvor bandet havde inviteret de to med på scenen til en koncert som opvarmning for Tiger Tunes. På udgivelsesdagen i sommeren 2004 var gennemsnitalderen på de syv medlemmer kun 15 år.
Det sjette spor, "Turn This Remix Down", er et remix af tredje spor, "Turn This Factory Down". Her havde man fået overtalt Mr. Q fra Tiger Tunes til at skrue på knapperne og tilsætte en C64-lyd. De seks numre på albummet blev indspillet hos Safelanding Studios i Aarhus. Ole Gundahl fungerede som både producer, mikser og masteringtekniker.
Efter udgivelsen blev Dúné inviteret til at spille på Skanderborg Festival og Langelandsfestivalen i 2004, ligesom det blev til koncerter i både Norge og Sverige.

## Modtagelse
Musikmagasinet Soundvenue gav EPen tre ud af seks stjerner, og skrev blandt andet: 
| Citat | Et festligt, men ikke mageløst sammenrend, der dog fungerer og charmerer på demoens bedste nummer, ‘Killer Queen’, hvor guitaristerne Simon Troelsgaard og Danny Junglunds fræsende stålstrenge får lov at spille op til Anne Cecilie Dyrbergs kokette synthtema og forsanger Mathias Kolstrups hæderlige vokal. | Citat |
|       | |       |

Det danske musikmagasin Geiger.dk startede anmeldelsen med ordene: 
| Citat | Af og til dukker der purunge sangskrivere op, hvis potentiale synes at være så stort, at man ser sol, måne og stjerner, når man tænker på deres fremtid. | Citat |
|       | |       |

## Sporliste
1. Hey!
2. Killer Queen
3. Turn This Factory Down
4. Because
5. Last Jump
6. Turn This Remix Down (By Mr. Q)